# Genesis (Busta Rhymes)
Genesis è il quinto album discografico del rapper statunitense Busta Rhymes, pubblicato nel 2001.

## Tracce
1. Intro (feat. Clive Davis) – 2:48
2. Everybody Rise Again – 4:13
3. As I Come Back – 3:19
4. Shut 'Em Down 2002 – 2:55
5. Genesis – 3:56
6. Betta Stay Up in Your House (feat. Rah Digga) – 3:18
7. We Got What You Want – 3:51
8. Truck Volume – 3:35
9. Pass the Courvoisier (feat. Diddy) – 4:36
10. Break Ya Neck – 3:51
11. Bounce (Let Me See Ya Throw It) – 3:19
12. Holla – 4:34
13. Wife In Law (feat. Jaheim) – 4:03
14. Ass on Your Shoulders (feat. Kokane) – 4:42
15. Make It Hurt – 3:23
16. What It Is (feat. Kelis) – 3:38
17. There's Only One (feat. Mary J. Blige) – 4:23
18. You Ain't Fuckin' wit Me – 3:27
19. Match the Name with the Voice (feat. Flipmode Squad) – 5:59
20. Bad Dreamers – 3:17
21. Pass The Courvoisier Part II (feat. Diddy, Pharrell Williams) – 3:58

Durata totale: 81:05

## Vendite
Il disco ha esordito alla settima posizione della classifica di vendita statunitense Billboard 200 ed è stato certificato disco di platino dalla RIAA.

## Accuse di plagio
Nel 2018 Busta Rhymes viene accusato di plagio da Bernardo Lanzetti e dal suo gruppo, gli Acqua Fragile, poiché in Genesis, il brano che dà il titolo all'album, il rapper ha utilizzato un campionamento di Cosmic Mind Affair, tratto da Mass Media Stars, secondo album del gruppo, senza dichiararlo e anzi firmandolo a proprio nome. Lanzetti e il gruppo decidono di portare avanti la causa; l'utilizzo del campione è di circa 20,09 secondi e viene ripetuto per 4 volte all'interno di Genesis, per una percentuale di utilizzo del 35% circa sul totale della durata del brano. Inoltre nell'album del rapper scompare anche il nome del produttore originale di Cosmic Mind Affair, Claudio Fabi, perché nei crediti è riportato in questo ruolo J Dilla. Poiché dopo anni di trattative la situazione non è stata risolta con il riconoscimento, Lanzetti e la band hanno deciso di passare alle vie legali.

## Singoli
- What It Is (feat. Kelis)
- Break Ya Neck
- As I Come Back
- Pass the Courvoisier (feat. P. Diddy & Pharrell)